# Ballon (coiffe)
Pour les articles homonymes, voir Ballon.

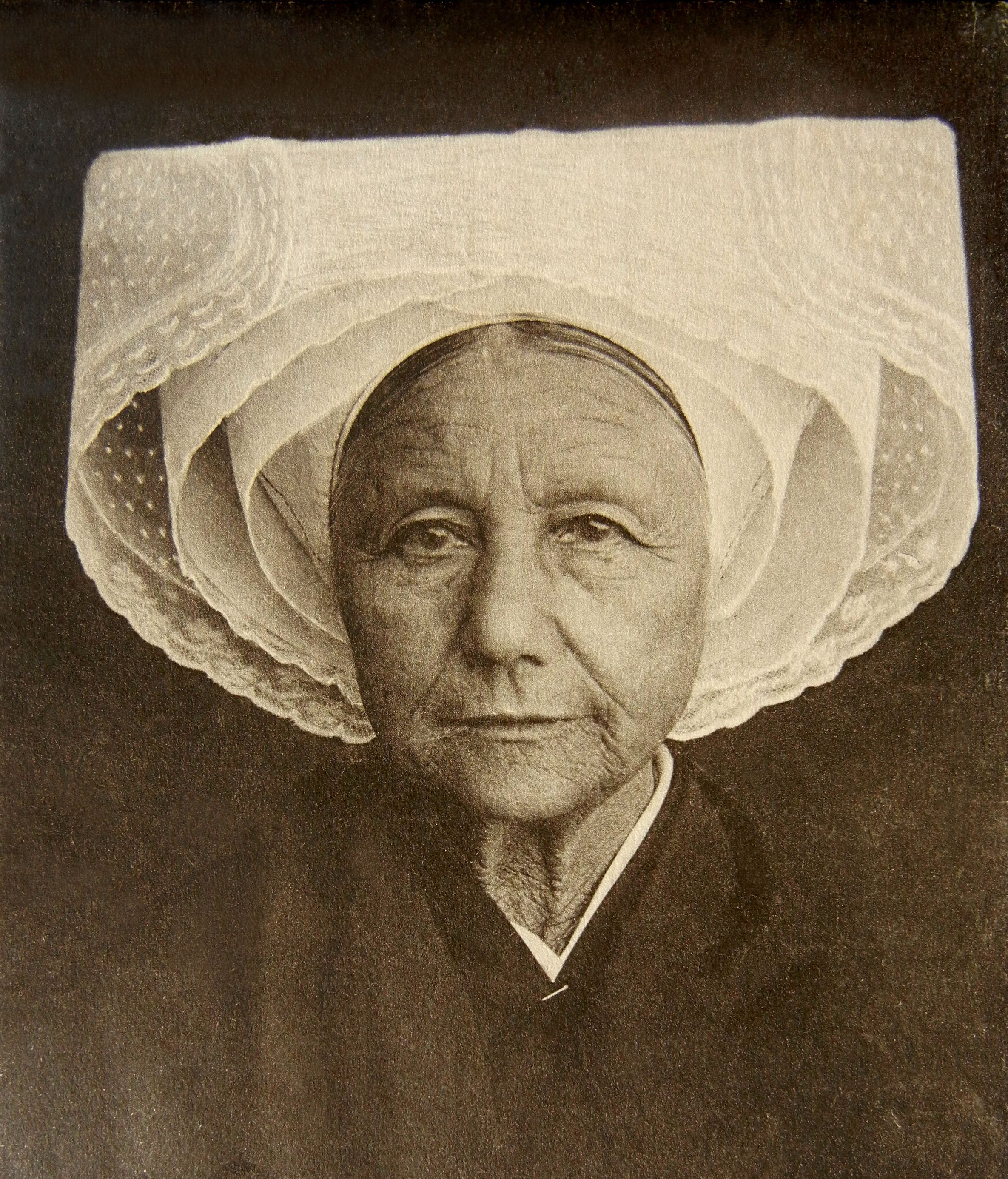
Coiffure oléronnaise le ballon (1915).

Le ballon est une coiffe de l'île d'Oléron, et la région de Marennes.

## Histoire
Portée au XIXe siècle, elle était réservée aux grandes cérémonies et donc principalement portée par les mariées.
Le ballon est la plus grande coiffe de France. Malgré sa taille, elle reste très majestueuse.
Si les ballons n'ont été portés que jusqu'en 1870, on a pu trouver des cartes postales représentant des mariées en tenue traditionnelle jusqu'aux alentours de 1914, cela étant dû à une certaine nostalgie des Oléronais.

## Composition
Le ballon, parfois désigné sous le nom de « Roi des Capots » tient son titre de son importante dimension. En effet, cette coiffe peut mesurer jusqu'à soixante-quinze centimètres de large et quarante de haut. De fait, lorsqu'elles portent la coiffe, les Oléronaises devaient tourner la tête pour franchir les portes. Le fil qui est utilisé pour l'ornement était en général de couleur noire, bien qu'il ait pu être remplacé par du fil doré. Dans le cas des ballons de mariée, il pouvait arriver qu'on brode les initiales de la mariée sur les deux ailes du V central. À l'arrière de la coiffe était disposé un gros nœud de ruban en forme de cocarde double de moire blanche. 
Un bonnet matelassé soutient une bande très large de tulle ouvragé, galbé par un arceau en laiton. Le ballon était plus volumineux dans le nord de l'île que dans le sud. C'est pourtant à Marennes qu'aura été porté le plus grand. Un ou plusieurs cabochons (bijoux d'or) solidifiaient l'assemblage.Un nœud de rubans en moiré, était fixé à l'arrière. On y trouvait généralement deux épingles en or, reliées par une chaine (elle aussi en or). Cette coiffe était très coûteuse, et souvent la mariée louait un ballon pour la journée. Parfois, lorsque la famille était plus aisée, il fallait quand même vendre une couple de bœufs pour avoir la somme nécessaire pour une telle coiffe.